# جمعية الصيادين
جمعية الصّيادين هي منظّمة عالمية خيالية ضمن المانغا اليابانية هانتر × هانتر . تقع على عاتق جمعية الصيادين مسؤولية اختبار ومنح الرّخص للصيادين، وهم مجموعة من الأشخاص الّذين عليهم أن يثبتوا جدارتهم عن طريق خوض امتحانات صارمة ليكونوا أعضاءً من نخبة المجتمع الإنسانيّ . عندما يجتازون هؤلاء الصّيادون الاختبار، يتم منحهم رخصة صيد تسمح لهم بالتّواجد في كلّ بقعة من بقاع هذا العالم تقريبًا والقيام بكلّ شيء على الأغلب . يكرّس الصيادون حياتهم بحثا عن أغراض ثمينة وأماكن غامضة ووراء عجائب العالم الّذي لم يشهدها أحد من قبل .

## رخصة الصيد
رخصة الصيد هي عبارة عن بطاقة يمتلكها الصيادون فقط بعدما ينجحون في تجاوز اختبار الصيادين. إنها تثبت أن حاملها صياد محترف وتمنحه العديد من الصلاحيات. كما أنها تعطي حاملها الحق بالقتل دون أن يُتابع قانونياً. وليصبح المرء صيادًا محترفًا، يجب أن يتحقّق فيه شرطان؛ النجاح في اختبار الصيادين وتعلّم كيفية استعمال النين .

## قواعد الصيد
- 1. على جميع الصيادين أن يصطادوا شيئًا
- 2. على جميع الصيادين امتلاك مستوى لا بأس به في الفنون القتالية . وإتقان أقل مستويات النين على الأقل هو أمر ضروري .
- 3. مهما يحدث، لن يسحب لقب الصياد أبدًا من شخص سبق واستحقّه. ولكن ومهما كانت الظروف، فلن يتم إصدار نسخة ثانية عن الرخصة الممنوحة.
- 4. لا يجب على الصيادين اصطياد زملائهم الصيادين، ما عدا أولئك الّذين اقترفوا أفعالا وحشيّة .
- 5. سيحصل كلّ صياد حقّق إنجازات مهمة على نجمة.
- 6. الصيادون القدامى الذين حصلوا على نجمة مسبقًا، يصبحون موظّفين أعلى مرتبة، وإن حصل تلاميذهم على نجمة فسيحصلون هم على الثانية.
- 7. سيحصل كلّ صياد ذي نجمتين وحقّق إنجازات مهمة على نجمة ثالثة.
- 8. إن لم يلقى صياد مسؤول دعمًا من زملائه، فسيُسحب منه المنصب الذي كُلف له. في هذه الحالة، فإن أقل مستوى للدعم هو أغلبية زملائه الصيادين. وإذا أصبح منصب الرئيس شاغرًا، فيجب عقد حملة انتخابية لاختبار الرئيس التالي في الحال. وسيكون نائب الرئيس هو المسؤول حتى يتم تقرير الرئيس الجديد.
- 9. الرئيس هو من يقرر كيفية اختيار الصيادين الجدد. لكن ليقوم بتغيير كبير في الطريقة المتبعة سابقًا، عليه أن يحظى بدعم من الأغلبية.
- 10. أي وضع لا يخض لهذه القواعد العشر، سيتم الفصل فيه من طرف الرئيس ونائبه ومستشاريه. وللرئيس كلّ الحق في اختيار نائبه ومستشاريه.